# آفریقاحشره‌خواران
آفریقاحشره‌خواران (به لاتین: Afroinsectivora) یک کلاد از پستانداران است که شامل حشره‌خوار فیلی و حشره‌خوارسانان آفریقایی است.  این کلاد شامل حشره‌خوار فیلی، موش کورهای طلایی و تیغ‌پشت‌ها است.

## رده‌بندی
- کلاد آفریقاحشره‌خواران
  - راسته درشت‌ساق‌سانان
    - درشت‌ساقان
      - حشره‌خوار فیلی

  - راسته حشره‌خوارسانان آفریقایی
    - موش کور طلایی
      - موش کور طلایی

    - تیغ‌پشتان
      - تیغ‌پشت